# Istanbul Challenger 2000
L'Istanbul Challenger 2000 è stato un torneo di tennis facente parte della categoria ATP Challenger Series nell'ambito dell'ATP Challenger Series 2000. Il torneo si è giocato a Istanbul in Turchia dal 24 al 30 luglio 2000 su campi in cemento.

## Vincitori

### Singolare
Wayne Black ha battuto in finale  Petr Kralert con il punteggio di 6–4, 6–3.

### Doppio
Noam Behr /  Eyal Erlich hanno battuto in finale  Vadim Kucenko /  Oleg Ogorodov con il punteggio di 6(5)–7, 6–3, 6–3.